# High School Musical 3 (album)
Pour le film, voir High School Musical 3 : Nos années lycée.
Albums de High School Musical 3
High School Musical 2
(2006)
High School Musical 3 est la bande originale du film High School Musical 3 : Nos années lycée, sorti en 2008.

## Liste des titres
| No  | Titre                                                                                               | Durée |
| --- | --------------------------------------------------------------------------------------------------- | ----- |
| 1.  | Now Or Never (Distribution du film)                                                                 |       |
| 2.  | Right Here, Right Now (Zac Efron : (Troy Bolton) Vanessa Anne Hudgens : (Gabriella Montez)          |       |
| 3.  | I Want It All (Ashley Tisdale(Sharpay Evans) Lucas Grabeel: (Ryan Evans)                            |       |
| 4.  | Can I have This Dance (Zac Efron et Vanessa Hudgens)                                                |       |
| 5.  | A Night To Remember (Distribution du film)                                                          |       |
| 6.  | Just Wanna Be With You (Lucas Grabeel, Olesya Rulin (Kelsie Neilsen), Zac Efron et Vanessa Hudgens) |       |
| 7.  | The Boys Are Back (Zac Efron et Corbin Bleu (Chad Danforth)                                         |       |
| 8.  | Walk Away (Vanessa Hudgens)                                                                         |       |
| 9.  | Scream (Zac Efron)                                                                                  |       |
| 10. | We're All in This Together (Graduation Mix)                                                         |       |
| 11. | High School Musical (Distribution du film)                                                          |       |
| 12. | Vivre ma vie (Walk Away) (Bonus, version française uniquement par Amel Bent)                        |       |